# Cisticola anonymus

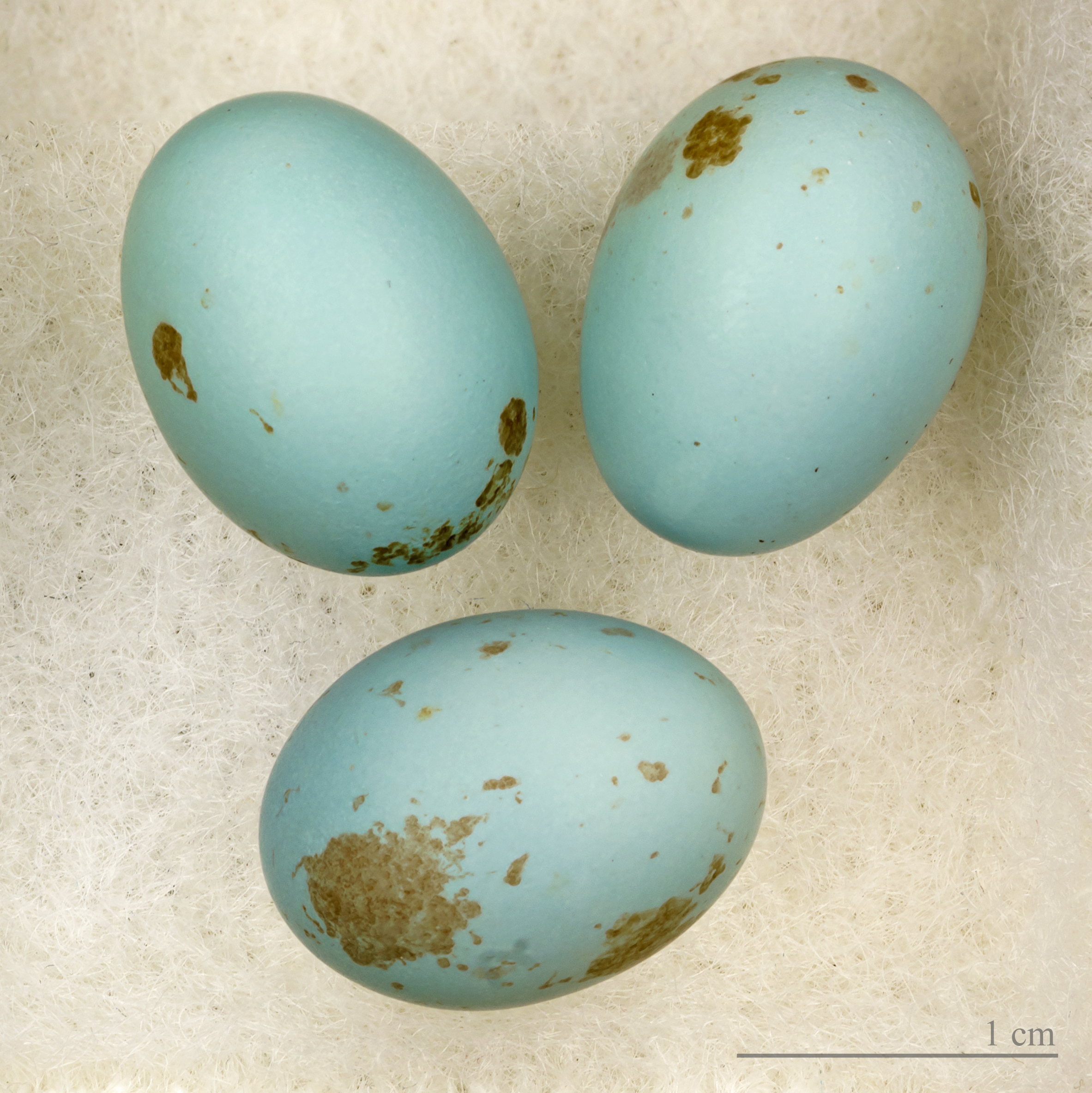
Cisticola anonymus

Cisticola anonymus là một loài chim trong họ Cisticolidae.